# 도나 트로이

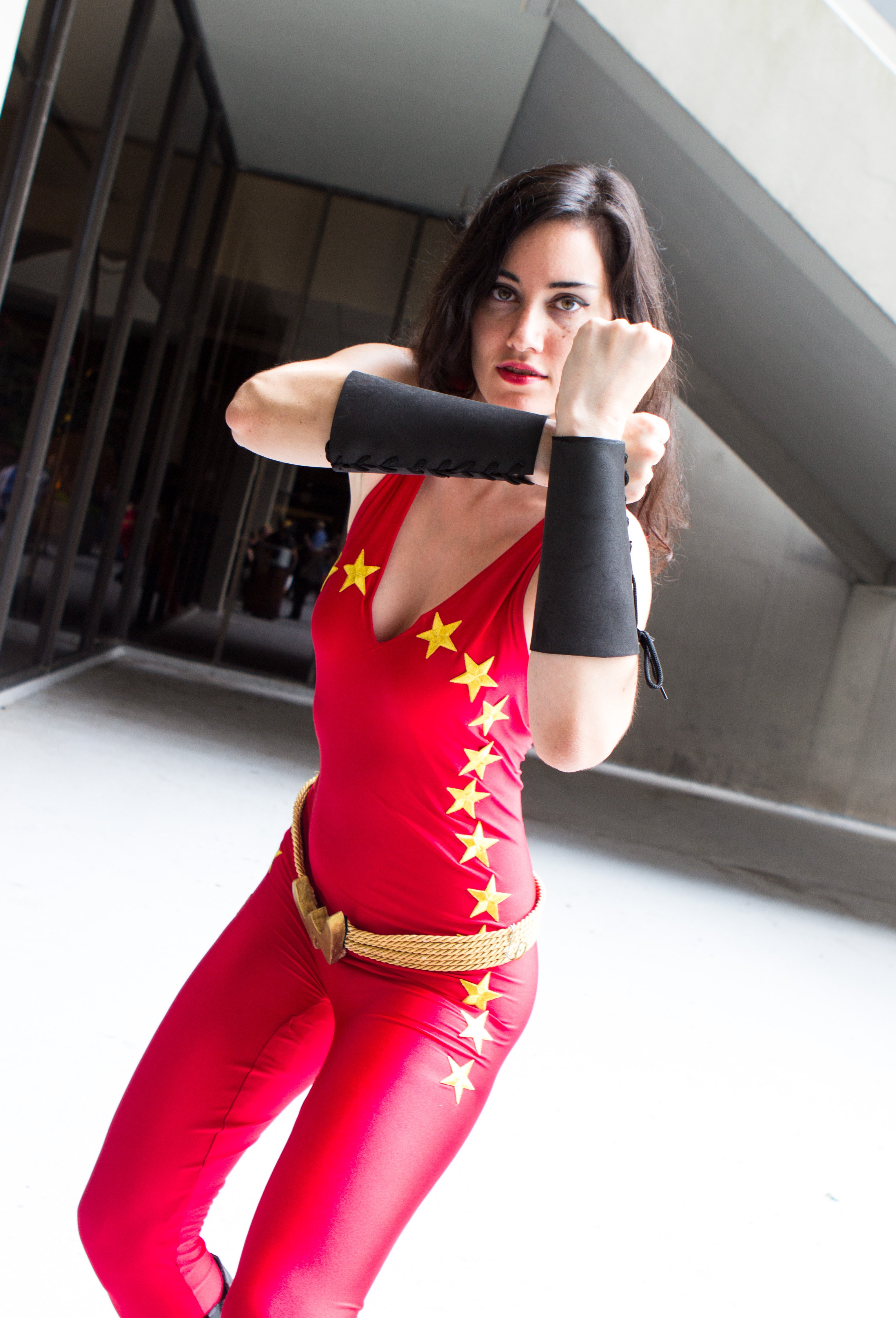

도나 트로이(영어: Donna Troy)는 DC 코믹스의 슈퍼히어로 캐릭터이다. 1965년 7월 《브레이브 앤 볼드》 60호에 처음 등장했고, 밥 헤이니와 브루노 프레미아니가 공동 창작하였다. 원더우먼의 조력자로서 처음 등장하였으며, 이후 틴 타이탄스와 저스티스 리그에서 활동하였다. 원더걸(Wonder Girl), 다크스타(Darkstar), 트로이아(Troia) 등의 이름이 있다.

## 담당 배우
- 원더우먼(1975-1979) - 데브라 윙거('원더걸'과 '드루실라'라는 이름으로 등장)